# Lemvig község
Lemvig község (dánul: Lemvig Kommune) Dánia 98 községének (kommune, helyi önkormányzattal rendelkező közigazgatási egység) egyike. A Midtjylland régióban található. Lemvig község Struer és Holstebro községekkel határos. Lakosainak száma 19 369 fő (2021. október 1.).